# Service minimum d'accueil dans les établissements scolaires en France
En France, le service minimum d'accueil dans les établissements scolaires désigne l'obligation légale qu'ont les mairies de mettre en place des structures d'accueil des élèves les jours de grève dans les écoles primaires (maternelles et élémentaires). Ce système d'accueil a été mis en place durant le second semestre 2007 par Xavier Darcos, ministre de l'Éducation nationale, sous la présidence de Nicolas Sarkozy.
En mai 2008, il ne concernait que les écoles élémentaires et les écoles maternelles, le ministre n'ayant pas fait part de son intention de l'étendre ou non aux collèges et aux lycées. Le président Nicolas Sarkozy annonce le 15 mai 2008 son intention de faire voter une loi rendant d'une part obligatoire la déclaration des grévistes 48 heures à l'avance et rendant obligatoire d'autre part pour les communes l'organisation d'un service minimum d'accueil des enfants dans les écoles élémentaires et maternelles. Cette loi est adoptée le 23 juillet 2008 par l'Assemblée nationale.

## Principe
La loi sur le service minimum d'accueil dans les établissements scolaires impose la mise en place d'un service d'accueil dès lors qu'il y a plus de 25 % d'enseignants en grève dans l'école. Les grévistes doivent se déclarer 48 heures à l'avance, afin de permettre la mise en place du dispositif.

### Écoles publiques
Les mairies doivent déployer du personnel afin d'assurer la garde des enfants lors des grèves des fonctionnaires de l'Éducation nationale. Les mairies organisant un tel service sont defrayées par l'État qui leur verse une indemnité financée par les retenues sur salaire du personnel en grève. Le barème de cette indemnité est fixé par le décret no 2008-901 du 4 septembre 2008. L'État, et non le maire, endosse la responsabilité administrative et pénale de l'accueil.

### Écoles privées sous contrat
Dans les écoles privées sous contrat, le service minimum d'accueil est mis en place par l'organisme gestionnaire de l'école.

## Objectifs recherchés

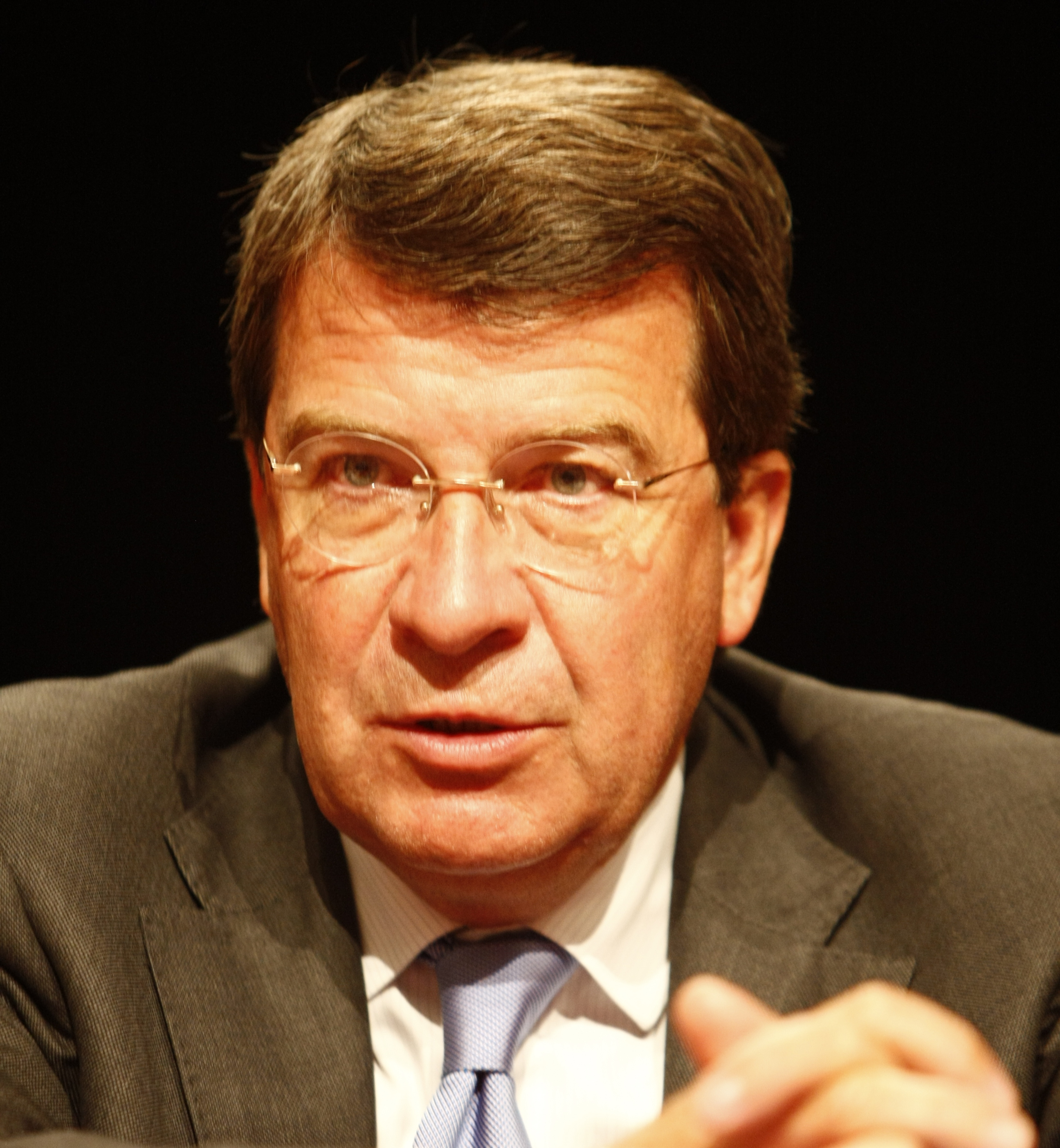
Xavier Darcos en 2008.

Selon Xavier Darcos, ministre de l'Éducation nationale qui a mis en place la réforme, le but du service minimum d'accueil est de ne pas pénaliser les parents qui travaillent lors des grèves. En effet, ceux-ci sont souvent obligés de prendre des jours de congés ou de RTT lorsque les écoles sont fermées pour cause de grève. Selon les syndicats et les partis de gauche, le but du service minimum d'accueil est de « briser les grèves » dans l'Éducation nationale. Quoi qu'il en soit, ce dispositif a été conservé et s'applique encore aujourd'hui.

## Réactions

### Associations de parents d'élèves
La Fédération des conseils de parents d'élèves (FCPE) se déclare contre le service minimum d'accueil car cette mesure créerait des inégalités entre les enfants qui en profitent et ceux qui n'en profitent pas, puisque la mise en place de la mesure dépend des mairies. La FCPE pointe par ailleurs le problème des cantines scolaires, qui ne sont pas toujours assurées les jours de grève des enseignants.
La Fédération des parents d'élèves de l'enseignement public (PEEP), par la voix de sa présidente Anne Kerkhove, se déclare en faveur du service minimum d'accueil dans les établissements scolaires, se proposant d'aider les municipalités à mettre en œuvre ce service. Toutefois, elle pointe également le problème des incertitudes sur la restauration scolaire les jours de grève et déplore qu'aucune mesure n'ait été prise pour la garantir.

### Monde politique et syndical
Les syndicats et les partis de gauche condamnent le dispositif de service minimum d'accueil. Il est notamment accusé de briser les grèves en permettant aux parents de ressentir moins de gêne lors des mouvements sociaux. Des élus de gauche ont également dénoncé que ce système opposerait les fonctionnaires de l'Éducation nationale aux fonctionnaires de l'administration communale, chargés de les suppléer en cas de grève.
Les partis de droite se déclarent favorable à la mise en place de cette mesure, bien que toutes les mairies dirigées par les partis de droite ne l'aient pas mis en place. Le ministre de l'Éducation nationale, Xavier Darcos, dit refuser la « double peine » infligée aux parents, qui veut « qu'à l'absence d'enseignement pour les enfants s'ajoute l'obligation de trouver des solutions de garde alternatives, voire de prendre un jour de congé forcé »,.

### Maires
Environ 2 000 communes sur 22 500 possédant une école ont mis en place un service minimum d'accueil lors de sa première mise en œuvre le 24 janvier 2008. De nombreux maires pointent des difficultés pratiques pour la mise en place du service d'accueil, notamment la difficulté de recruter rapidement du personnel qualifié pour assurer l'accueil selon l'Association des maires ruraux de France.
Le problème du financement du service minimum d'accueil est souligné de différentes façons par les associations de maires. Pour l'Association des maires de grandes villes de France, le montage financier consistant à reverser aux communes le salaire des grévistes « attisera les conflits entre personnels enseignants et collectivités », alors que la plupart des membres de l'association des petites villes de France préfèrent souligner que l'indemnisation proposée — 110 euros par tranche de 15 élèves — n'est pas suffisante.
Toutefois, le premier clivage est politique, les maires de gauche refusant d'abord la mise en place de ce service pour des raisons politiques, lorsque les maires de droite avancent plutôt des raisons pratiques lorsqu'ils ne le mettent pas en place. Les maires mettant en place le service minimum d'accueil sont souvent positionnés à droite et soulignent la nécessité d'aider les familles modestes qui n'ont pas de solution de garde d'enfant les jours de grève dans l'éducation. A contrario, le 8 octobre 2008 de nombreux maires de gauche refusent d'appliquer la loi en expliquant renvoyer l'État à ses responsabilités.
La préfecture de la Seine-Saint-Denis assigne alors en référé les maires récalcitrants de son département. Le tribunal administratif de Cergy-Pontoise déboute la préfecture, arguant que le tribunal ne peut prendre aucune mesure efficace pour contraindre les maires à respecter la loi dans un délai aussi court. Le tribunal administratif de Melun rejette également le 14 octobre 2008 les recours en référé engagés par la préfecture du Val-de-Marne contre 19 communes qui avaient refusé d'organiser le service minimum d'accueil dans les écoles, l'argument avancé par la cour étant qu'aucune mesure ne pouvait utilement contraindre les maires à organiser cet accueil, par manque de temps.
Par un arrêt du 7 octobre 2009, le Conseil d'État rejette en outre le pourvoi de la commune du Plessis-Pâté contre une ordonnance de référé de la cour administrative d'appel de Versailles du 7 octobre 2009, laquelle confirmait l'ordonnance du tribunal administratif de Versailles du 17 novembre 2008 qui suspendait, sur requête du préfet, une délibération du 13 octobre 2008 du conseil municipal décidant de ne pas mettre en place le service minimum d'accueil,.

## Adoption de la loi
La loi sur le service minimum d'accueil dans les écoles est adoptée le 23 juillet 2008 par l'Assemblée nationale.